# Qingkenpao (sockenhuvudort i Kina, Heilongjiang Sheng, lat 46,41, long 125,44)
Qingkenpao (kinesiska: 青肯泡, 青肯泡乡) är en sockenhuvudort i Kina. Den ligger i provinsen Heilongjiang, i den nordöstra delen av landet, omkring 120 kilometer nordväst om provinshuvudstaden Harbin. Antalet invånare är 17 745. Befolkningen består av 8 737 kvinnor och 9 008 män. Barn under 15 år utgör 13,0 %, vuxna 15-64 år 79 %, och äldre över 65 år 7,0 %.
Runt Qingkenpao är det ganska tätbefolkat, med 192 invånare per kvadratkilometer. Närmaste större samhälle är Anda, 9,7 km väster om Qingkenpao. Trakten runt Qingkenpao består till största delen av jordbruksmark.
Genomsnittlig årsnederbörd är 739 millimeter. Den regnigaste månaden är juli, med i genomsnitt 211 mm nederbörd, och den torraste är januari, med 4 mm nederbörd.